# Проверка концепции
Проверка концепции (англ. Proof of concept, PoC — доказательство [осуществимости] концепции) — демонстрация практической осуществимости какого-либо метода, идеи, технологии, реализуемости с целью доказательства факта, что метод, идея или технология работают. В рамках демонстрации строится небольшой прототип, опытный образец, математическая или компьютерная модель, не обязательно являющиеся полноценными продуктами (что отличает проверку концепции от минимально жизнеспособного продукта), но подтверждающие принципиальную возможность создания таковых.

## История понятия
Первое публичное упоминание понятия произошло в феврале 1967 года на слушаниях в Сенате США, посвящённых вопросам политики авиационных исследований и разработок. В 1969 году Подкомитет по передовым исследованиям и технологиям Комитета по науке и космонавтике США определил «проверку концепции» как «фазу разработки, на которой создаётся экспериментальное оборудование для демонстрации осуществимости новой технологии».
Позднее английский термин PoC стали соотносить не только с процессом (собственно проверкой), но и с его результатом (моделью, опытным образцом), так Брюс Карстен в 1984 году определил проверку концепции как «нечто, созданное в качестве инженерного прототипа с исключительной целью подтверждения его работоспособности»..

## Практическая ценность
Проверка концепции может потребоваться в следующих случаях:
- для подтверждения работоспособности патентуемой технологии (если это предусмотрено законодательством страны, в которой подаётся заявка на патент);
- для проверки возможности применения новой технологии перед запуском масштабного производства, на ней основанного;
- для поиска финансирования проектов, в основе которых лежат ранее не применявшиеся технологии — наличие доказательств осуществимости минимизирует риски провала проекта по технологическим причинам;
- для продажи самой технологии или компании, главным активом которой такие технологии являются, например, при покупке компанией Google компании DeepMind в 2014 году[6] в качестве доказательства осуществимости технологии машинного обучения была представлена программа, способная играть в компьютерную игру (впоследствии эта программа не имела какого-либо практического использования, однако технология, которую она демонстрировала, была применена в различных продуктах компании Google).

## Финансирование
В связи с тем, что инвесторы только в редких случаях готовы финансировать работы по проверке концепции (фактически являющиеся исследовательской деятельностью), эту функцию зачастую берут на себя правительства государств и академические заведения. Например, в США наиболее известной организацией соответствующего профиля является Управление перспективных исследовательских проектов Министерства обороны США (DARPA), финансирующее большое количество исследований с целью создания новых технологий.
Также существует практика финансирования новых исследований на ранних стадиях в рамках университетских программ, существует даже ряд специальных «центров проверок концепций» (англ. proof-of-concept centers); это позволяет запускать проекты, основанные на новых технологиях, финансирование которых традиционными путями маловероятно. Например, алгоритм PageRank, легший в основу поисковой системы Google, был разработан Сергеем Брином и Ларри Пейджем в рамках исследовательского проекта BackRub Стэнфордского университета.

## Отраслевая специфика
В кинопроизводстве перед запуском фильмов «300 спартанцев», «Город Грехов» и «Небесный капитан и мир будущего» были сняты отдельные эпизоды с использованием технологии хромакея для того, чтобы понять — удастся ли таким методом в необходимой степени передать первоначальный художественный замысел сценария. Студия Pixar практикует создание коротких анимационных фильмов для тестирования новых технологий. Например, короткометражный фильм «Игра Джери» был создан для тестирования новых приёмов анимации одежды и выражений лица человека, которые впоследствии были применены в фильмах «Приключения Флика» и «История игрушек 2». Точно так же студия создала короткометражный фильм «Изучение рифов» для тестирования новых методов анимации подводного мира при подготовке к производству фильма «В поисках Немо».
В инженерных областях для проверки концепции может быть создан черновой прототип, обладающий наиболее сомнительными с точки зрения реализуемости возможностями. Например, прототип электроприбора может быть выполнен на макетной плате без человеко-машинного интерфейса.
В сфере компьютерной безопасности проверка концепции предполагает создание программы, демонстрирующей то, что система может быть защищена или взломана. Например, утилита Winzapper была создана в качестве доказательства осуществимости выборочного удаления элементов из журнала безопасности Windows. При этом практическое применение самой утилиты было затруднено из-за невозможности её удалённого вызова (для этого требовалось или использовать дополнительные инструменты или модифицировать саму утилиту).
Проверка концепции в фармацевтике связана с клиническими исследованиями, относящимися к фазам I и II. Фаза I обычно проводится на 20—100 здоровых добровольцах, которые принимают однократные дозы или короткие курсы лечения. Исследования на этом этапе направлены на то, чтобы показать, что новое лекарственное средство обладает некоторой желаемой клинической активностью и оно принципиально переносимо 
человеком. Фаза II обычно проводится с группами до 500 пациентов, имеющих соответствующее заболевание. Исследования этой фазы призваны показать, что новое лекарственное средство обладает полезным количеством желаемой клинической активности и что его можно переносить при длительном курсе.